# Saint-Marcel, Morbihan
Saint-Marcel är en kommun i departementet Morbihan i regionen Bretagne i nordvästra Frankrike. Kommunen ligger i kantonen Malestroit som tillhör arrondissementet Vannes. År 2022 hade Saint-Marcel 1 129 invånare.

## Befolkningsutveckling
Antalet invånare i kommunen Saint-Marcel
| Referens: INSEE |